# バリナス州
バリナス州（バリナスしゅう、スペイン語: Estado Barinas、IPA: [esˈtaðo βaˈɾinas]）は、ベネズエラの州。州都はバリナスである。
ウゴ・チャベス現大統領の地元で、彼の兄のアダン・チャベスが知事を務めている。
総面積は3万5200平方キロ、人口は94万5400人（2019年推計）である。

## 隣接州
- タチラ州
- メリダ州
- トルヒージョ州
- ポルトゥゲサ州
- コヘデス州
- グアリコ州
- アプレ州

## 下位行政区
この州は下記の12ムニシピオ（基礎自治体）に分かれる。括弧内は各ムニシピオの中心区。
1. アルベルト・アルベロ・トーレアルバ市（サバネタ）
2. アンドレス・エロイ・ブランコ市（エル・カントン）
3. アントニオ・ホセ・デ・スクレ市（ソコポ）
4. アリスメンディ市（アリスメンディ）
5. バリナス市（バリナス）
6. ボリーバル市（バリニタス）
7. クルス・パレデス市（バランカス）
8. エセキエル・サモーラ市（サンタ・バルバラ）
9. オビスポス市（オビスポス）
10. ペドラーサ市（シウダー・ボリビア）
11. ロハス市（リベルタード）
12. ソサ市（シウダー・デ・ヌトリアス）